# Кузнецова, Вера Яковлевна
Вера Яковлевна Кузнецова (в замужестве Потапенко; 2 сентября 1925, Нестеровская, Ингушетия — 5 августа 2011, Азов, Ростовская область) — звеньевая колхоза «Пролетарская победа» (Сунженский район, Грозненская область), Герой Социалистического Труда.

## Биография
Русская. Родилась в станице Нестеровская Сунженского казачьего округа Горской АССР в крестьянской семье. С начала 1940-х годов работала в полеводческой бригаде местного колхоза. После окончания Великой Отечественной войны возглавила комсомольско-молодёжное звено. В 1947 года звено на площади 8,5 га собрало самый высокий в районе урожай — 38,47 центнера с гектара.
19 марта 1948 года указом Президиума Верховного Совета СССР за высокий урожай 1947 года Кузнецовой было присвоено звание Герой Социалистического Труда с вручением ордена Ленина. Этим же указом звание Героя Труда было присвоено другой звеньевой того же колхоза Раисе Нетребо. Кузнецова и Нетребо стали первыми труженицами сельского хозяйства Грозненской области — Героями Труда.
В 1948 году Кузнецова возглавила звено колхозниц старшего поколения, с которыми на протяжении целого ряда лет также добивалась высоких урожаев.
Впоследствии она переехала в Азов. В 1981 году она стала персональным пенсионером союзного значения.